# Sestav štirih tristranih prizem
Sestav štirih tristranih prizem je v geometriji sestav uniformnih poliedrov kiralna simetrična razporeditev štirih tristranih prizem, ki so razporejene vzdolž osi s trikratno vrtilno simetrijo oktaedra.
Sklic v preglednici na desni se nanaša na seznam sestavov uniformnih poliedrov.

## Kartezične koordinate
Kartezične koordinate vseh oglišč telesa so vse sode permutacije vrednosti:
(±1, ±(1+√2), ±(1−√2))
s sodim številom minusov v izbiri '±' skupaj z vsemi lihimi permutacijami z lihim številom minusov v izbiri '±'.

## Vir
- Skilling, John (1976), »Uniform Compounds of Uniform Polyhedra«, Mathematical Proceedings of the Cambridge Philosophical Society, 79: 447–457, doi:10.1017/S0305004100052440, MR 0397554.